# Djurgårdens IF
Djurgårdens IF (Djurgårdens Idrottsförening, deutsch Sportverein Djurgarden [= Tiergarten]) ist einer der erfolgreichsten schwedischen Sportvereine. Djurgårdens Idrottsförening, normalerweise DIF abgekürzt, wurde am 12. März 1891 in Stockholm gegründet.
Grund für die Gründung war ein Gymnastik- und Athletikwettkampf, an dem man nur als Angehöriger eines Vereins teilnehmen durfte. Besonders erfolgreich ist der Verein im Fußball und im Eishockey. Weitere Sektionen des Vereins sind alpiner Slalom, American Football, Bandy, Behindertenfußball, Bowling, Boxen, Frauenfußball, Golf, Handball, Radsport, Ringen, Tischtennis und Unihockey.

## Abteilungen
- Djurgårdens IF Fotbollsförening, Fußball
- Djurgården Hockey, Eishockey
- Djurgården Hockey Dam, Fraueneishockey
- Djurgården Damfotboll, Frauenfußball
- Djurgårdens IF Alpint – Ski Alpin
- Djurgårdens IF Amerikansk fotboll – American Football
- Djurgårdens IF Bandy – Bandy
- Djurgårdens IF Bordtennisförening – Tischtennis
- Djurgårdens IF Boule – Boule
- Djurgårdens IF Bowling – Bowling
- Djurgårdens IF Boxningsförening – Boxen
- Djurgårdens IF Brottningsförening – Ringen
- Djurgårdens IF Friidrott – Leichtathletik
- Djurgårdens IF Fäktförening – Fechten
- Djurgårdens IF Golfförening – Golf
- Djurgårdens IF Handboll – Handball
- Djurgårdens IF Handikappfotboll – Behindertenfußball
- Djurgården Innebandy – Unihockey
- Djurgårdens IF Konståkningsförening – Eiskunstlauf
- Djurgårdens IF Orienteringsförening – Orientierungslauf

## Fußball

### Frauenfußball
Die Fußballerinnen von Djurgårdens IF schafften 1996 den Aufstieg in die Damallsvenskan. Im Jahre 2000 wurde mit dem Pokalsieg der erste Titel geholt. 2003 fusionierte die Frauenfußballabteilung mit dem Verein Älvsjö AIK und spielte fortan als Djurgårdens IF/Älvsjö weiter. Gleich in der ersten Saison wurde die Meisterschaft gewonnen. 2005 stand die Mannschaft sogar im Finale des UEFA Women’s Cup, unterlag jedoch dem 1. FFC Turbine Potsdam. Im Februar 2007 löste Älvsjö AIK die Fusion wieder auf. Seitdem spielt die Mannschaft als Djurgården Damfotboll weiter. Im gleichen Jahr verpflichtete der Verein mit Ariane Hingst erstmals eine deutsche Spielerin.

## Eishockey
1922 wurde im Verein eine Sektion Eishockey eingerichtet. Zur Mannschaft gehörten nur 6 Spieler, aber das war zu dieser Zeit nichts Ungewöhnliches. In den folgenden Jahren verstärkte sich die Sektion personell und 1926 gewann man zum ersten Mal die schwedische Meisterschaft. Nachdem viele Spieler 1934 ihre Laufbahn beendet hatten, wurde die Eishockeysektion bis auf weiteres stillgelegt. Erst vier Jahre später bildete sich eine neue Mannschaft. Nach 1950 begann eine der erfolgreichsten Phasen des Vereins. Von den acht Meistertiteln, die bis 1970 gewonnen wurden, erkämpfte man zwischen 1958 und 1963 sechs in direkter Folge. In dieser Zeit gehörten acht bis neun Spieler dem schwedischen Nationalteam an.
Der Start in die neu eingerichtete Elitserien missglückte völlig und so stieg Djurgården 1976 in die Allsvenskan ab. Schon ein Jahr später war die Mannschaft wieder erstklassig und kam dabei sogar ins Finale, wo man aber gegen den MoDo AIK verlor. Neben den Meistertiteln von 1983, 1989, 1990 und 1991 gab es auch Spielzeiten, in denen man knapp die Teilnahme an den Qualifikationsspielen, die über den Verbleib in der höchsten Spielklasse entschieden, verhindern konnte. Am erfolgreichsten war das Spieljahr 1990/91, als die Mannschaft Sieger des Europapokals wurde. Ein Jahr später konnte man diesen Titel durch ein 7:3 im Finale gegen die Düsseldorfer EG verteidigen, obwohl man in der Landesmeisterschaft nur Zweiter wurde.

## Bandy
Die Bandymannschaft von Djurgårdens IF konnte in seiner Geschichte an sieben Finalspielen um die schwedische Meisterschaft teilnehmen. Zweimal konnte der Verein schwedischer Meister werden: 1908 und 1912.

## Boxen
Djurgårdens IF ist einer der ältesten Boxvereine Schwedens. Seit dem Beginn der Schwedischen Meisterschaften im Jahr 1917 hat der Verein 75 Titel gewonnen, davon allein 13 im Federgewicht, 12 im Schwergewicht und 10 im Leichtgewicht.

### Bekannte Boxer
- John Andersson
- Nils Ramm
- Olle Tandberg

## American Football
Die American-Football-Abteilung ist seit 2005 im Spielbetrieb, nach zwei zweiten und einem dritten Platz in der Division I gelang 2008 der Aufstieg in die Superserien, der höchsten schwedischen American-Football-Liga. Neben dem Herrenteam hat DIF auch Jugendteams im Bereich Pee-Wee, U-15, U-17 und U-19 im Spielbetrieb.